# Спейр, Остин Осман
Остин Осман Спейр (англ. Austin Osman Spare; 30 декабря 1886 — 15 мая 1956) — английский художник и оккультист, который развивал автоматическое письмо, автоматическое рисование и концепцию сигила. В своих произведениях он часто использовал чудовищные или фантастические, волшебные и сексуальные образы. Создатель магического культа Зос Киа.

## Биография
Спейр родился в Сноу Хилл, Лондон, 30 декабря 1886. Сын Филипа Ньютона Спейра, полицейского Лондонского Сити, который ушёл в отставку после 25 лет службы, и Элизы Энн Аделаиды Осман. Пятый из шести детей.
Согласно его матери, Спейр начал показывать свой талант в возрасте четырёх лет:

«Целый день у него был карандаш в руке, он рисовал всё что было перед его глазами — его родители, сёстры или братья. Мы думали, что ему нужно было разрешить следовать за тем, что явно было его призванием. Конечно его карандаши и всё что он требовал было дорого покупать. Любопытно, но никто не мог убедить его продать одну из своих работ. Он даже не показывал свои работы кому-то.»

В 1899 году родители Спейра записали его на вечерние занятия в художественную школу «Ламбет», где он развивал свои навыки под руководством Филиппа Коннарда. В 14 лет он получил стипендию, выплачиваемую советом графства, и один из его рисунков был отобран для показа в британской художественной секции Всемирной выставки в Париже (The British Art Section of the Paris International Exhibition). В 15 лет он покидает школу и начинает работать над созданием эмблем и раскрашивает стекло. Многообещающие начинания юного художника привели к тому, что его рекомендовали для получения стипендии в Королевский колледж искусств. Сейчас его проекты по окрашиванию стекла находятся в музее Виктории и Альберта.
В октябре 1907 у Спейра была первая главная выставка в галерее Брутон (Bruton) в Лондоне. Содержание этой выставки было поразительным и вызывало противоречие. Эти элементы привлекли внимание лондонских интеллектуалов и Алистера Кроули, известного английского оккультиста, писателя, поэта и альпиниста.
4 сентября 1911 Спейр женился на актрисе и балерине Эили Гертруд Шоу. Их брак был недолгим, хотя формально не был расторгнут. Они развелись примерно в 1918—1919 годах.
«Книга Удовольствий» (The Book of Pleasure), которую издал Спейр осенью 1913, наиболее вероятно с помощью частных покровителей, является самой полной выставкой его тайных идей.

«Задуманный первоначально как иллюстрированная аллегория книга быстро развилась в намного более глубокую работу, черпая вдохновение в даосизме и буддизме, но прежде всего от его жизненного опыта, как художника.»

В 1917, во время Первой мировой войны, Спейр был призван в британскую армию, служил медицинским санитаром Королевского Армейского Медицинского Корпуса в лондонских больницах и был уполномочен как официальный военный художник в 1919. Спейр вспоминал: 

«Когда война вспыхнула, я присоединился к армии. Когда я оставил армию, мир был совсем другим местом. Много вещей изменилось. Я находил очень трудным продолжать то, что я делал. Это выдвинуло меня в абстрактный мир — и там я более или менее остался.»

К 1927 он начал изображать и документировать ужасы войны, в его «Анафеме Zos: проповедь к лицемерам», которая была издана в том году, была ясно выражена ненависть к тогдашнему обществу. Это должна была быть его последняя изданная книга.
Хенен Свафер, британский журналист, сообщает, что в 1936 Спейр преднамеренно упускает шанс стать международно известным. Хенен говорит, что член немецкого посольства, покупая один из автопортретов Спейра, послал его Гитлеру. Согласно Сваферу, фюрер был так впечатлен (потому что глаза и усы несколько походили на его собственные), что пригласил Спейра приехать в Германию, чтобы нарисовать его портрет. Спайер вместо этого сделал копию своего автопортрета и написал наверху портрета послание.

## Идеи и их влияние на современную культуру
Остин Осман Спейр считается одним из основателей т. н. магии Хаоса — направления в современном оккультизме, основанном на свободном волеизъявлении мага. Кроме того, идеи Спейра оказали некоторое влияние на идеологию сатанизма.
В сюрреалистичном фильме ужасов 1977 (2003) года «На смертном одре: Постель-людоед» видное место в сюжете занимает мураль Остина Спейра.